# Charles Wilson (Chemiker)
Charles (Chick) Wilson ist schottischer Physiker und Chemiker und Professor emeritus für physikalische Chemie an der University of Bath. Von 2003 bis 2010 war Wilson Regius Professor of Chemistry an der University of Glasgow.

## Leben
Von 1978 bis 1982 studierte Wilson in Glasgow und schloss sein Studium mit einem B.Sc. in Chemical Physics ab. Anschließend wechselte er an die University of Dundee, welche er 1985 mit einem erfolgreich absolvierten Ph.D. in Physik verließ. Seine Doktorarbeit lautete „X-ray Diffraction Studies of Some Materials of Biological Interest“. Er wechselte an das SERC Rutherford Appleton Laboratory (RAL) in Oxfordshire, wo er als Instrumentenwissenschaftler arbeitete. Er stieg in den Rängen bis zum Leiter der Kristallographie-Sektion auf. Von 1993 bis 1996 hielt er Gastvorlesungen an der University of Reading für die Physik-Fachschaft.
Von 2001 bis 2005 leitete Wilson das CCLRC Centre for Molecular Structure and Dynamics. 2003 übernahm er die Regius-Professur, anfangs noch unter der Bedingung, seine Rolle im RAL beibehalten zu können. 2004 verließ Wilson das RAL nach 19 Jahren endgültig. Seine Verbindungen zur Forschung mit Neutronenquellen blieben aber weiterhin stark. 2004 erlangte er noch ein D.Sc. der Universität Glasgow in Chemie. von 2009 bis 2010 leitete Wilson auch die Chemie-Fakultät der Universität. 2010 verließ Wilson Glasgow, um als Professor für physikalische Chemie an der University of Bath zu arbeiten.

## Forschung
Wilsons Werdegang folgend vermischen sich in seinen Forschungen physikalische Themen mit chemischen Synthesen. Teile seiner Arbeit befassen sich mit experimenteller Physik sowie der Festkörperphysik, kondensierter Materie, den Eigenschaften von Atomen, Molekülen und der Optik, häufig mit der Zielsetzung, neue Materialien oder bekannte Materialien effizienter zu erzeugen.
Die chemische Seite seiner Forschung findet sich in der Materialforschung, der physikalischen Chemie, der anorganischen Chemie sowie der Festkörperchemie. Er interessiert sich für die strukturelle Evolution von organischen Materialien, für die Co-Kristallisation als Methode zu neuen Materialien, Protonenmigration, optisch aktive und nicht-linear optisch aktive Substanzen, metastabile Feststoffe, Erforschung der Kristallisation, insbesondere kontinuierliche Kristallisationsprozesse als Grundlage für die industrielle Produktion von Chemikalien.
Seine Forschung entwickelte sich weiter in Richtung der Neutronen- und Röntgenbeugung zur Materialentdeckung. Die Motivation war es, Chemikalien und Prozesse zu entwickeln, in denen sich die Chemikalien ähnlich wie Kristalle selbst aufbauten. Gleichzeitig sollen dabei natürlich auch die Eigenschaften der Zielmaterialien auf Makroebene und molekularer Ebene kontrolliert werden.

## Schriften

### Artikel
- 2017, Co-crystallisation and phase transition: from pharmaceuticals to thermochromics (mit Anuradha Pallipurath; Jonathan Skelton; Patrick McArdle und weiteren)
- 2017, Imaging H-atom behaviour on I19, Diamond Light Source (mit Lucy Saunders, Harriott Nowell und Dave Allan)
- 2014, Towards continuous crystallisation of layered and disordered solid forms (mit Anneke Klapwijk und Lynne Thomas)
- 2014, Tuning colour in multi-component complexes: Molecular disorder as a design tool (mit Charlotte Jones und Lynne H Thomas)
- 2014, Single crystal synchrotron X-ray diffraction for imaging hydrogen bond evolution (mit Lucy Saunders, Harriott Nowell, Lynne H Thomas und weiteren)
- 2012, Tautomerisation and Polymorphism in Molecular Complexes of Piroxicam with Mono-Substituted Benzoic Acids; (mit Lynne H Thomas)
- 2012,  4-Phenoxyphenol: A Porous Molecular Material (mit Lynne H. Thomas, Elaine Cheung, Andrew O F Jones, Andras A Kallay, Marie-Helene Lemee-Cailleau und Garry J McIntyre)
- 2011, Paracetamol Form II: an elusive polymorph through facile multi-component crystallisation routes (mit Lynne H Thomas, Craig Wales und Lihua Zhao)
- 2010, Cisplatin - Polymorphism and New Structural Insights into an Important Chemotherapeutic Drug (mit Valeska P. Ting, Marc Schmidtmann, und Mark T. Weller)
- 2010, Bifurcated hydrogen bonded supramolecular units in molecular complexes of picolines with chloranilic acid (mit M Adam, A Parkin und L. H. Thomas)
- 2009, Crystallography of hydrogen-containing compounds: realising the potential of neutron powder diffraction (mit Mark T. Weller, Paul F. Henry und Valeska P. Ting)
- 2009, Temperature-induced Proton Transfer in the 1:1 Adduct formed between Squaric Acid and 4,4’-Bipyridine (mit David M. S. Martins, Derek S. Middlemiss, Colin R. Pulham, Mark T. Weller, Paul F. Henry, Norman Shankland, Kenneth Shankland, William G. Marshall, Richard M. Ibberson, Stephen Moggach, Michaela Brunelli und Carole A. Morrison)
- 2007, Towards Proton Transfer in Hydrogen Bonded Molecular Complexes: Joint Experimental and Theoretical Modelling and an Energy Scale for Polymorphism (mit M. Schmidtmann, M. J. Gutmann und D. S. Middlemiss)
- 2005, Towards understanding mobile proton behaviour from first principles: the short hydrogen bond in urea-phosphoric acid (mit C. A. Morrison, M. M. Siddick und P. J. Camp)